# یووان میلادینوویچ
یووان میلادینوویچ (انگلیسی: Jovan Miladinović؛ ۳۰ ژانویهٔ ۱۹۳۹ – ۱۱ سپتامبر ۱۹۸۲) بازیکن فوتبال اهل یوگسلاوی بود.
از باشگاه‌هایی که در آن بازی کرده‌است می‌توان به باشگاه فوتبال نورنبرگ و باشگاه فوتبال پارتیزان اشاره کرد.
وی همچنین در تیم ملی فوتبال یوگسلاوی بازی کرده‌است.
وی در مسابقات کشوری و بین‌المللی در مجموع برندهٔ ۱ مدال نقره شده‌است.